# Peter Crouch
Peter Crouch (n. 30 ianuarie 1981 în Macclesfield, Anglia) este un fotbalist englez retras din activitate care a evoluat în Premier League.

## Titluri
Norwich City
- Football League First Division: 2003–04

Liverpool
- FA Cup: 2006
- Community Shield: 2006